# Barbara Schwartz
Ne pas confondre avec Petra Schwarz, également joueuse de tennis.
Barbara Schwartz (née le 27 janvier 1979 à Vienne) est une joueuse de tennis autrichienne, professionnelle de 1995 à 2006.
En 1999, alors 125e mondiale et issue des qualifications, elle a joué les quarts de finale à Roland Garros, battue par Martina Hingis non sans avoir sorti Venus Williams (tête de série numéro 5) en huitièmes. Il s'agit de sa meilleure performance en simple dans une épreuve du Grand Chelem.
Barbara Schwartz a gagné deux tournois WTA en double au cours de sa carrière.

## Palmarès

### Titres en double dames
| No | Date       | Nom et lieu du tournoi                   | Catégorie | Dotation  | Surface      | Partenaire  | Finalistes                           | Score         |          |
| -- | ---------- | ---------------------------------------- | --------- | --------- | ------------ | ----------- | ------------------------------------ | ------------- | -------- |
| 1  | 08-07-2002 | French Community Championships Bruxelles | Tier IV   | 140 000 $ | Terre (ext.) | Jasmin Wöhr | Tathiana Garbin Arantxa Sánchez      | 6-2, 0-6, 6-4 | Parcours |
| 2  | 23-02-2004 | Copa Colsanitas Seguros Bolivar Bogota   | Tier III  | 170 000 $ | Terre (ext.) | Jasmin Wöhr | Anabel Medina Arantxa Parra Santonja | 6-1, 6-3      | Parcours |

### Finales en double dames
| No | Date       | Nom et lieu du tournoi         | Catégorie | Dotation  | Surface      | Vainqueures                     | Partenaire        | Score         |          |
| -- | ---------- | ------------------------------ | --------- | --------- | ------------ | ------------------------------- | ----------------- | ------------- | -------- |
| 1  | 03-01-2000 | ASB Bank Classic Auckland      | Tier IVb  | 110 000 $ | Dur (ext.)   | Cara Black Alexandra Fusai      | Patricia Wartusch | 3-6, 6-3, 6-4 | Parcours |
| 2  | 10-06-2002 | Wien Energie Grand Prix Vienne | Tier III  | 170 000 $ | Terre (ext.) | Petra Mandula Patricia Wartusch | Jasmin Wöhr       | 6-2, 6-4      | Parcours |

## Parcours en Grand Chelem

### En simple dames
| Année | Open d'Australie | Open d'Australie  | Internationaux de France | Internationaux de France | Wimbledon       | Wimbledon            | US Open         | US Open           |
| ----- | ---------------- | ----------------- | ------------------------ | ------------------------ | --------------- | -------------------- | --------------- | ----------------- |
| 1998  | -                | -                 | 3e tour (1/16)           | Monica Seles             | 1er tour (1/64) | Mariaan de Swardt    | 1er tour (1/64) | Květa Hrdličková  |
| 1999  | 2e tour (1/32)   | Steffi Graf       | 1/4 de finale            | Martina Hingis           | 1er tour (1/64) | Anna Kournikova      | 1er tour (1/64) | Rita Grande       |
| 2000  | 1er tour (1/64)  | Jennifer Capriati | 1er tour (1/64)          | Erika de Lone            | 1er tour (1/64) | Lucie Ahl            | -               | -                 |
| 2001  | -                | -                 | -                        | -                        | 3e tour (1/16)  | Lina Krasnoroutskaïa | 3e tour (1/16)  | Elena Likhovtseva |
| 2002  | 2e tour (1/32)   | Kim Clijsters     | 1er tour (1/64)          | Maria Goloviznina        | 1er tour (1/64) | Els Callens          | 2e tour (1/32)  | Monica Seles      |
| 2003  | 3e tour (1/16)   | Chanda Rubin      | -                        | -                        | -               | -                    | -               | -                 |
| 2004  | -                | -                 | 1er tour (1/64)          | Maria Sharapova          | -               | -                    | -               | -                 |

À droite du résultat, l’ultime adversaire.

### En double dames
| Année | Open d'Australie            | Open d'Australie        | Internationaux de France    | Internationaux de France | Wimbledon                   | Wimbledon                | US Open                   | US Open                    |
| ----- | --------------------------- | ----------------------- | --------------------------- | ------------------------ | --------------------------- | ------------------------ | ------------------------- | -------------------------- |
| 1997  | -                           | -                       | 1er tour (1/32) Silke Meier | Gorrochategui Linda Wild | -                           | -                        | -                         | -                          |
| 2000  | 1er tour (1/32) P. Wartusch | L. Courtois A. Mauresmo | -                           | -                        | -                           | -                        | -                         | -                          |
| 2001  | -                           | -                       | -                           | -                        | 1er tour (1/32) A. Bachmann | Tina Križan K. Srebotnik | -                         | -                          |
| 2002  | -                           | -                       | -                           | -                        | -                           | -                        | 1er tour (1/32) S. Reeves | Marissa Irvin A. Stevenson |
| 2004  | -                           | -                       | -                           | -                        | 2e tour (1/16) Jasmin Wöhr  | M. Bartoli Émilie Loit   | -                         | -                          |

Sous le résultat, la partenaire ; à droite, l’ultime équipe adverse.

## Parcours en Fed Cup
| #                                                                       | Date       | Lieu               | Surface         | Gagnante(s)                        | Perdante(s)                        | Score           |          |
|                                                                         |            |                    |                 |                                    |                                    |                 |          |
| 1998 - 1/4 de finale (groupe mondial II) - Italie - Autriche - 3 : 2    |            |                    |                 |                                    |                                    |                 |          |
| 1                                                                       | 18/04/1998 | Foligno            | Moquette (int.) | Silvia Farina                      | Barbara Schwartz                   | 6-4, 3-6, 9-7   | Parcours |
|                                                                         |            |                    |                 |                                    |                                    |                 |          |
| 1999 - 1/4 de finale (groupe mondial II) - Autriche - Australie - 3 : 2 |            |                    |                 |                                    |                                    |                 |          |
| 2                                                                       | 17/04/1999 | Klagenfurt         | Terre (ext.)    | Barbara Schwartz                   | Jelena Dokić                       | 1-6, 6-2, 6-4   | Parcours |
| 2                                                                       | 17/04/1999 | Klagenfurt         | Terre (ext.)    | Barbara Schett Barbara Schwartz    | Alicia Molik Rennae Stubbs         | 6-3, 6-3        | Parcours |
|                                                                         |            |                    |                 |                                    |                                    |                 |          |
| 2001 - Barrage (groupe mondial I) - Autriche - Indonésie - 3 : 2        |            |                    |                 |                                    |                                    |                 |          |
| 3                                                                       | 21/07/2001 |                    | Terre (ext.)    | Barbara Schwartz                   | Wynne Prakusya                     | 6-0, 6-1        | Parcours |
| 3                                                                       | 21/07/2001 | Romana Tedjakusuma | Terre (ext.)    | Barbara Schwartz                   | 7-5, 2-2, ab.                      |                 | Parcours |
|                                                                         |            |                    |                 |                                    |                                    |                 |          |
| 2002 - 1er tour (groupe mondial) - États-Unis - Autriche - 2 : 3        |            |                    |                 |                                    |                                    |                 |          |
| 4                                                                       | 27/04/2002 | Charlotte (NC)     | Terre (ext.)    | Barbara Schwartz                   | Monica Seles                       | 7-67, 6-2       | Parcours |
| 4                                                                       | 27/04/2002 | Charlotte (NC)     | Terre (ext.)    | Barbara Schwartz                   | Meghann Shaughnessy                | 4-6, 7-67, 9-7  | Parcours |
|                                                                         |            |                    |                 |                                    |                                    |                 |          |
| 2002 - 1/4 de finale (groupe mondial) - Autriche - Croatie - 4 : 1      |            |                    |                 |                                    |                                    |                 |          |
| 5                                                                       | 20/07/2002 | Pörtschach         | Terre (ext.)    | Barbara Schwartz                   | Iva Majoli                         | 6-2, 6-3        | Parcours |
| 5                                                                       | 20/07/2002 | Pörtschach         | Terre (ext.)    | Barbara Schwartz                   | Jelena Kostanić                    | 4-6, 6-3, 8-6   | Parcours |
|                                                                         |            |                    |                 |                                    |                                    |                 |          |
| 2004 - 1er tour (groupe mondial) - Autriche - Slovaquie - 3 : 2         |            |                    |                 |                                    |                                    |                 |          |
| 6                                                                       | 24/04/2004 | Sankt Pölten       | Terre (ext.)    | Barbara Schwartz                   | Ľudmila Cervanová                  | 3-6, 7-61, 6-2  | Parcours |
| 6                                                                       | 24/04/2004 | Sankt Pölten       | Terre (ext.)    | Ľudmila Cervanová Janette Husárová | Barbara Schwartz Patricia Wartusch | 6-3, 3-6, 6-4   | Parcours |
|                                                                         |            |                    |                 |                                    |                                    |                 |          |
| 2004 - 1/4 de finale (groupe mondial) - Autriche - États-Unis - 4 : 1   |            |                    |                 |                                    |                                    |                 |          |
| 7                                                                       | 10/07/2004 | Innsbruck          | Terre (ext.)    | Chanda Rubin                       | Barbara Schwartz                   | 6-1, 5-7, 6-4   | Parcours |
| 7                                                                       | 10/07/2004 | Innsbruck          | Terre (ext.)    | Barbara Schwartz                   | Lisa Raymond                       | 7-63, 4-6, 10-8 | Parcours |
|                                                                         |            |                    |                 |                                    |                                    |                 |          |
| 2006 - Barrage (groupe mondial I) - Japon - Autriche - 5 : 0            |            |                    |                 |                                    |                                    |                 |          |
| 8                                                                       | 15/07/2006 | Tokyo              | Dur (int.)      | Akiko Morigami                     | Barbara Schwartz                   | 7-63, 6-0       | Parcours |
| 8                                                                       | 15/07/2006 | Tokyo              | Dur (int.)      | Aiko Nakamura                      | Barbara Schwartz                   | 6-2, 7-5        | Parcours |
| 8                                                                       | 15/07/2006 | Tokyo              | Dur (int.)      | Shinobu Asagoe Ai Sugiyama         | Melanie Klaffner Barbara Schwartz  | 6-3, 1-6, 6-1   | Parcours |
|                                                                         |            |                    |                 |                                    |                                    |                 |          |
| 2008 - 1er tour (groupe mondial II) - Argentine - Autriche - 4 : 1      |            |                    |                 |                                    |                                    |                 |          |
| 9                                                                       | 02/02/2008 | Buenos Aires       | Terre (ext.)    | María Irigoyen Betina Jozami       | Yvonne Meusburger Barbara Schwartz | 6-1, 4-6, 6-3   | Parcours |

## Classements WTA en fin de saison

### En simple
| Année | 1994 | 1995 | 1996 | 1997 | 1998 | 1999 | 2000 | 2001 | 2002 | 2003 | 2004 |
| Rang  | 518  | 375  | 209  | 201  | 108  | 42   | 758  | 89   | 126  | 185  | 310  |

Source : (en) « Classements de Barbara Schwartz », sur le site officiel du WTA Tour

### En double
| Année | 1994 | 1995 | 1996 | 1997 | 1998 | 1999 | 2000 | 2001 | 2002 | 2003 | 2004 |
| Rang  | 583  | 710  | 199  | 252  | 320  | 132  | 257  | 869  | 126  | -    | 134  |

Source : (en) « Classements de Barbara Schwartz », sur le site officiel du WTA Tour